# Anna Kosut
Anna Maria Kosut – polska prawniczka, dr hab. nauk prawnych, radca prawny, profesor uczelni Instytutu Nauk Prawnych Wydziału Prawa i Administracji Uniwersytetu Marii Curie-Skłodowskiej.

## Życiorys
W 1981 ukończyła studia prawnicze na Uniwersytecie Marii Curie-Skłodowskiej w Lublinie. Od 1 marca 1983 jest pracownikiem naukowym na tej uczelni. W 1993 obroniła rozprawę doktorską Prawne aspekty zatrudniania skazanych odbywających karę pozbawienia wolności; napisaną pod kierunkiem dr hab. Teresy Liszcz.
19 czerwca 2013 habilitowała się na podstawie pracy. Otrzymała nominację profesorską. Została zatrudniona na stanowisku adiunkta w Instytucie Administracji i Prawa Publicznego na Wydziale Prawa i Administracji Uniwersytetu Marii Curie-Skłodowskiej oraz w Katedrze Nauk Prawnych na Wydziale Zarządzania i Administracji Wyższej Szkole Zarządzania i Administracji w Zamościu.
Piastuje funkcję profesora Instytutu Nauk Prawnych Wydziału Prawa i Administracji Uniwersytetu Marii Curie-Skłodowskiej.
Była dyrektorem w Instytucie Administracji i Prawa Publicznego na Wydziale Prawa i Administracji Uniwersytetu Marii Curie-Skłodowskiej.
Od 2013 roku wydała 17 publikacji naukowych.